# Де Бо, Еннинг
Еннинг де Бо (нидерл. Jenning de Boo; род. 22 января 2004 года, Гронинген) — нидерландский конькобежец, 2-кратный серебряный призёр чемпионата мира, чемпион Европы, серебряный и бронзовый призёр чемпионата Европы, 2-кратный чемпион Нидерландов. Выступает за команду «Reggeborgh».

## Биография
Еннинг де Бо начал кататься на коньках в возрасте 5-ми лет в Гронингене, в 7 лет начал заниматься конькобежным спортом, но позже перешёл в шорт-трек, видя как его товарищи делают быстрые повороты. Он совмещал два эти вида спорта, кроме этого также участвовал в соревнованиях по роликовому катанию на национальном уровне в Нидерландах. Юный де Бо катался со своим отцом по всей Европе, участвуя в соревнованиях по конькобежному спорту. Тренировался и жил в Херенвене.
В 15 лет он попал в команду по шорт-треку «Talent Team North»(KTTN) под руководством Дейва Верстега и на юниорском чемпионате Нидерландов по шорт-треку стал серебряным призёром в многоборье. В 2022 году де Бо одержал неожиданную победу на дистанции 500 метров на чемпионате мира по шорт-треку среди юниоров. В 2023 году выиграл юниорский чемпионат Нидерландов. В том же году Еннинг успел выступить на чемпионате мира по конькобежному спорту среди юниоров, где выиграл серебро в командном спринте.
Он присоединился к голландской команде по конькобежному спорту «Reggeborgh» под руководством известного тренера Герарда ван Велде. В своём первом сезоне он выиграл национальный чемпионат на дистанциях 500 и 1000 метров и прошёл квалификацию на чемпионат Европы, чемпионат мира и Кубок мира в спринте.
На своём дебютном чемпионате Европы в Херенвене Еннинг де Бо выиграл забег на 500 м, стал 2-м на 1000 м и 3-м в командном спринте. В феврале на своём первом чемпионате мира на отдельных дистанциях в Калгари завоевал серебряную медаль в командном спринте, на дистанциях 500 и 1000 метров занял 12-е и 16-е места соответственно, а через месяц стал серебряным призёром в спринтерском многоборье на чемпионате мира в Инцелле.

## Награды
- 2022 год — назван талантом года в шорт-треке среди мужчин Королевской федерацией конькобежного спорта Нидерландов.(KNSB)

## Личная жизнь
Еннинг де Бо был старшим из троих детей в семье. Его отец Гербрант был гребцом. От него де Бо унаследовал свой рост 195 см. В возрасте 12-ти лет он посещал недельные курсы в местном клубе по академической гребле. В 2022 году де Бо закончил довузовский «Talentencollege Noord» в Херенвене и начал изучать медицину в Университете Гронингена, но после консультаций с тренерами и родителями решил приостановить учебу в 2023 году, чтобы сосредоточиться на спортивной карьере.